# Nuuks domkyrka
Nuuks domkyrka (grönländska: Annaassisitta Oqaluffia, danska Vor Frelser Kirke) är domkyrkan i Grönlands stift på Grönland. Den ligger i huvudstaden Nuuk (Godthåb), i den äldsta stadsdelen Kolonihavnen. Kyrkan invigdes 1849, men tornet är från 1928. Kyrkans funktion som församlingskyrka i Nuuk har övertagits från tidigare kyrkor; den äldsta från 1758. År 2014 firades det kyrkans 165-årsjubileum.
Kyrkan är byggd av trä, och det finns en staty föreställande missionären Hans Egede.
Då Lagen om Grönlands kyrka och skola (danska: Loven om Grønlands kirke og skole) antogs i Danmark den 6 maj 1993 fick Grönländska kyrkan status som ett eget stift under Danska folkkyrkan, med egen biskop i Nuuk. Den första Grönlandsbiskopen på 616 år blev Kristian Mørch, som blev utnämnd 1994. Mørk lämnade biskopstjänsten året efter, varvid Sofie Petersen blev biskop. Lagen om Grönlands kyrka och skola trädde i kraft 1 november 1993. Lagen anger att Vor Frelser Kirke är Grönlands domkyrka.